# Даниловка (Волгоградская область)
Дани́ловка — рабочий посёлок в Волгоградской области России; административный центр Даниловского района и Даниловского городского поселения.

## География
Посёлок расположен на правом берегу реки Медведица (бассейн Дона), на севере Волгоградской области в 185 км от областного центра — Волгограда, с которым посёлок соединен автодорогой с регулярным автобусным сообщением. Ближайшая железнодорожная станция в Михайловке, на расстоянии 76 км.
Гидрография
Озеро Ильмень, протянувшееся на более чем один километр и примыкающее к юго-восточной части посёлка, по-видимому, является остатком древнего русла в пределах речной долины р. Медведицы. Озеро признано памятником природы как «место обитания и размножения диких птиц, занесённых в Красную книгу»

## Население
Динамика численности населения по годам:
| 1859 | 1873 | 1897 | 1915 | 1939 | 1959 |
| ---- | ---- | ---- | ---- | ---- | ---- |
| 3072 | 3776 | 4779 | 7232 | 4036 | 3090 |

| 1959  | 1970  | 1979  | 1989  | 2002  | 2009  | 2010  |
| ----- | ----- | ----- | ----- | ----- | ----- | ----- |
| 3090  | ↗3753 | ↗4549 | ↗5518 | ↗5943 | ↘5261 | ↗5317 |
| 2012  | 2013  | 2014  | 2015  | 2016  | 2017  | 2018  |
| ↘5233 | ↘5110 | ↘5040 | ↘4930 | ↘4856 | ↘4718 | ↘4648 |
| 2019  | 2020  | 2021  |       |       |       |       |
| ↘4549 | ↘4456 | ↘4308 |       |       |       |       |

## История
В Российской империи
В 1747 году Императрица Елизавета Петровна «за многие доблести» пожаловала атаману войска Донского Даниле Ефремовичу Ефремову «пустовой Черногаевский юрт» Усть-Медведицкого округа:

1127. Грамота старшине Серебрякову для ведома, что войсковому атаману Даниле Ефремову пустовой Черногаевский юрт в 17 верст 250 сажен отдан от Войска на вечное владение—  алфавит решенным делам войсковой канцелярии за 1747 год, отложившимся в фонде войсковой канцелярии Войска Донского
Здесь атаман Данила Ефремович Ефремов основал слободу, названную его именем — Даниловка (Даниловская слобода). В центре слободы был возведен Богоявленский белокаменный храм, поражавший своим великолепием и величием; ограда храма утопала в редких цветах и сирени.
Слобода являлась административным центром одноимённой волости Усть-Медведицкого округа Войска Донского, в состав которой входило 10 посёлков. Население волости, главным образом крестьяне-собственники, занимающие земледелием.
По данным Центрального статистического комитета МВД в официальном издании 1859 года, под номером 1869 значится — Даниловка, слобода владельческая; при оз. Ильмень; расстояние в верстах до окружного управления 155; число дворов 510; число жителей: муж. пола 1518 чел., жен. пола 1554 чел.; церкви 2, пристань 1.
В слободе действовали: церкви, школы: церковно-приходская и народная с ремесленным (сапожным) отделением, складочная пристань, две ярмарки
В официальном издании ОВД 1915 года, под № 1151 значится Даниловка слобода, Даниловской волости, при озере Ильмень; число дворов 830; число десятин земельного довольствия 2746; число жит. муж. пола 3745, жен. пола 3487; волостное правление, почтово-телеграфное отделение; потребительское общество, крестьянское товарищество; 2 церкви — Богословская и Покровская; 2 училища; 2 паровых мельницы, 2 кирпичных завода, 3 ветряных мельницы
.
В составе СССР
Слобода Даниловка в 1931 году переименована в село Правда.
В Российской Федерации
В новейшее время селению возвращено исконное название, в 1997 году праздновался 250-летний юбилей со времени основания Даниловки.

## Инфраструктура
В посёлке имеются промышленные предприятия: пекарня, маслобойня (не функционирует) , молокозавод (не функционирует) ; торговые предприятия: магазины, МУП «Даниловский рынок» на 550 мест. Действуют больница, общеобразовательная школа, православная церковь.
Посёлок газифицирован, обеспечен системой центрального теплоснабжения..

## Известные люди
- Вихров, Иван Григорьевич (1918—1996) — Герой Советского Союза.
- Бондаренко, Павел Васильевич (1894 — ?) — советский военный деятель, полковник (1940 год).
- Давиденко, Виктор Александрович (1914—1983) — советский физик-ядерщик.
- Зуев, Георгий Тихонович (1902—1971) — советский военный деятель, генерал-майор (1945 год).
- Лебедев, Иван Данилович (1916—2014) — Герой Советского Союза.
- Мордовцев, Даниил Лукич (1830—1905) — русский и украинский писатель, историк.